# Birgitta Westberg
Märta Birgitta Westberg, född 27 oktober 1941 i Målerås, är en svensk konstnär.
Westberg, som är dotter till disponent Gustav Westberg och konstnär Märta Meijer, avlade studentexamen 1962, studerade vid Kunstgewerbeschule i Zürich 1963–1964, vid Academie de la grande Chaumiere i Paris 1964, konsthistoria vid Göteborgs universitet 1964 och Meisterklasse für Textilkunst vid Textilingenieurschule i Krefeld 1965–1967. Hon var chefsdesigner vid Weberei Lauterburg & Cie i Schweiz 1968–1972 och utövande konstnär från 1972. Hon har hållit separatutställningar bland annat Bern, Stockholm, Paris, Göteborg, Lund, Växjö, Glemmingebro, Ystad, Kristianstad och Borgholm samt deltagit samlingsutställningar i Sverige och utomlands. Hon ingick 1977 äktenskap med Rolf Dahlström.